# Inês Mourão
Inês Mourão (Lisboa, 1996) é uma artista e curadora, feminista e ativista portuguesa. Com apenas vinte anos funda o movimento Nasty Women Portugal, e desde 2017 que é responsável pela curadoria da variante portuguesa da exposição (com periodicidade anual) Nasty Women Art Exhibition. Inês Mourão é designer gráfica, assinando como BLK, mas também rapper, utilizando o alter-ego BLINK.

## Percurso
Inês Mourão tem um Mestrado em Educação Artística, pela Faculdade de Belas-Artes da Universidade de Lisboa (2018).
Em 2016 fundou a Nasty Women Portugal, um movimento ativista que combina arte e feminismo, com a missão de promover a igualdade e chamar a atenção para assuntos importantes como a discriminação, o patriarcado, a desigualdade, o privilégio, entre outros.
O objetivo principal é a educação, criando uma partilha de perspetivas, experiências, de mundos e realidades que possa ser entendida por todos. Uma educação para a cidadania, para o pensamento crítico e para a consciência social e para a tolerância.
Criado pouco depois do comentário de Donald Trump contra Hillary Clinton no último debate presidencial norte-americano, o movimento global Nasty Women foi fundado em Nova Iorque como um corpo de resistência e solidariedade em torno dos artistas que se identificam com a luta pela dignidade e direitos das mulheres. A primeira Nasty Women Exhibition aconteceu em Janeiro de 2017, em Queens, Nova Iorque (EUA).
Em Portugal, Mourão expandiu a organização e criou uma pequena equipa de voluntários, organizando três edições da Exposição Nasty Women Art em Lisboa, que reúne uma grande variedade de pinturas, fotografias e ilustrações que estão disponíveis para compra com 100% dos rendimentos beneficiando a Associação CRESCER, organização promotora de intervenção e inclusão comunitária junto de indivíduos em situações vulneráveis. A equipa de voluntários que trabalham no evento é uma mistura nacional e internacional de homens e mulheres de várias raças e credos que responderam ao pedido de colaboração publicado nas páginas de Facebook e Instagram da Nasty Women Portugal.
A 1ª edição da exposição Nasty Women Art em Portugal realizou-se em Fevereiro 2017,  no EKA Palace, na Calçada Dom Gastão, em Lisboa, contando com a participação de pintores, escultores, dançarinos, MCs e DJ sets de Catxibi e EMAUZ. A 2ªedição realizou-se em Abril de 2018, nos Anjos 70,  espaço multicultural na Rua Regueirão dos Anjos, em Lisboa. Nessa altura, Mourão foi convidada do programa Domínio Público, da Antena3 para falar sobre o evento.
A 3ª edição da Nasty Women Art decorreu em Março 2019, na Galeria Monumental Campo dos Mártires da Pátria, em Lisboa, apresentando como novidade as “Nasty Talks”, uma série de conversas e reflexões organizadas por convidados como a Queer IST - uma Secção Autónoma da Associação de Estudantes do Instituto Superior Técnico - e a Associação CRESCER. Estes debates pretendiam gerar novos pontos-de-vista sobre a temática desta edição - Privilégio - ao mesmo tempo que contemplavam o conceito original e intrínseco do movimento global. O evento contou ainda com performances musicais de Dj's portugueses: Progressivu, Cumbadélica, Sonja, Bunny O’Williams, David Gonçalves, Bill Onair e Caroline Lethô. Aos trabalhos de artistas de vários cantos do globo, juntou-se ainda um leilão com duas peças originais do street artist Al Diaz.

## Obra
- 2017 - Curadoria da exposição Nasty Women Art, 1ª edição, 16 de fevereiro - 1 de Março, EKA Palace, Lisboa[4]
- 2018 - Curadoria da exposição colectiva Nasty Women Art, 2ª edição, 19 de Abril - 5 de Maio, Anjos 70, Lisboa[11]
- 2019 - Curadoria da exposição colectiva, Nasty Women Art, 3ª edição, 8 de Março - 10 de Março, Galeria Monumental, Lisboa[10]

## Reconhecimentos e prémios
- Conquistou o 2ª lugar nos Verallia Design Awards, Maio 2016[12]